# Gottlieb Christoph Harless
Gottlieb Christoph Harleß, född den 21 juni 1738 i Kulmbach, död den 2 november 1815 i Erlangen, var en tysk klassisk filolog, far till Johann Christian Harleß, som skrev hans biografi.
Harleß var professor i Erlangen från 1765. Han var väsentligen samlare; hans huvudverk är bearbetningen av Fabricius Bibliotheca græca (12 band, Hamburg 1790–1809, ofullbordad, register 1838), ett stort repertorium för notiser.